# 山溪摩崖石刻
山溪摩崖石刻，位于中国广东省清远市连南县三排镇，为清远市连南县的一个县级文物保护单位，类型为石窟寺及石刻，公布时间为2001年9月。
山溪摩崖石刻的历史年代为明代。